# Mania (Andrea)
Mania è un singolo della cantante bulgara Andrea, pubblicato il 16 marzo 2018.

## Descrizione
Il brano è un remake di Besame, cantato in spagnolo.